# 11328 Маріотоцці
11328 Маріотоцці (11328 Mariotozzi) — астероїд головного поясу, відкритий 19 жовтня 1995 року.
Тіссеранів параметр щодо Юпітера — 3,336.